# Souahlia
Souahlia-Tounane est une commune de la wilaya de Tlemcen en Algérie. Le chef-lieu est Tounane,

## Toponymie
Le nom Souahlia vient de l'arabe et veut dire "la côtière". Quant au nom original Tounane, il vient du mot francais “Tunel”.

## Géographie

### Situation
Le territoire de la commune de Souahlia est situé au nord-ouest de la wilaya de Tlemcen. Son chef-lieu est situé à environ 54 km à vol d'oiseau au nord-ouest de Tlemcen.
| Souk Tlata  | Mer Méditerranée | Ghazaouet |
| Souk Tlata  | Souahlia         | Tienet    |
| Bab El Assa | Souani, Djebala  | Tienet    |

### Localités de la commune
En 1984, la commune de Souahlia est constituée à partir des localités suivantes :
- Souahlia
- Bekhata
- Boukhenias
- Sedadna
- Haout
- Dar Bensaïd
- Ouled Dali
- Beghaoune
- Ouled Hammou
- Tounane (chef-lieu)
- Erzaïk
- Berrak
- Ouled Mebarek
- Ksar
- Zorg
- Hassi
- Boukouba
- Dar Boumedine
- Sidi Lahcène
- Merghaz
- Taouli
- Leghouara
- Ouled Salah
- Nekhla
- Tiferes
- Ouled Ramdane
- Diab
- Kherbet El Houari
- Bourich
- El Hadaba
- Dar Ben Aiche
- Zaouiet el Mira
- Dar Beïda
- Ouled Abdallah
- Sidi Brahim
- Sidi Bourahel
- El Ambar
- Mezaourou

## Histoire
Tounane existait avant 1830. En 1960 la commune mixte de Tounane est créée et englobe l'ancienne Tounane, Beghaoun, Zaouiet el Miraqui. En 1962 est attribué le nom de commune de Souahlia.